# Primarias del Partido Republicano de 2008 en Nuevo Hampshire
Las primarias republicanas de Nueva Hampshire, 2008 fueron el 8 de enero de 2008, con doce delegados adjudicados proporcionalmente al voto popular. El senador de Arizona John McCain ganó 7 de los delegados.
Los votos independientes fueron el 44 % del total en Nueva Hampshire y pudieron escoger entre las primarias demócratas y las republicanas hechas el mismo día, pero los votantes no pueden votar en ambas.

## Encuestas
En los días previos a las primarias, John McCain empezó a ganar puntos sobre Mitt Romney. El promedio de apoyo de los votos fue para McCain, el 31,8%; Romney, el 28,2%; Huckabee, el 12,2%; Giuliani, el 9,3%; Paul, el 8,2%; Thompson, el 2,2%.

## Resultados
El regreso oficial fue oficializado por la secretaria de Nueva Hampshire el 9 de enero. Según las leyes de Nueva Hampshire, los delegados son designados proporcionalmente con un mínimo del 10% de los votos requeridos para recibir un delegado. El saldo de los delegados que no son designados se le asigna al ganador.
| Candidato                    | Votos   | Porcentajes | Delegados |
| ---------------------------- | ------- | ----------- | --------- |
| John McCain                  | 88,571  | 37.71%      | 7         |
| Mitt Romney                  | 75,546  | 32.17%      | 4         |
| Mike Huckabee                | 26,859  | 11.44%      | 1         |
| Rudy Giuliani                | 20,439  | 8.7%        | 0         |
| Ron Paul                     | 18,308  | 7.8%        | 0         |
| Fred Thompson                | 2,890   | 1.23%       | 0         |
| Duncan Hunter                | 1,217   | 0.52%       | 0         |
| Alan Keyes                   | 203     | 0.09%       | 0         |
| Stephen Marchuk              | 123     | 0.05%       | 0         |
| Tom Tancredo*                | 80      | 0.03%       | 0         |
| Dr Hugh Cort                 | 53      | 0.02%       | 0         |
| Cornelius Edward O'Connor    | 45      | 0.02%       | 0         |
| Albert Howard                | 44      | 0.02%       | 0         |
| Vern Wuensche                | 44      | 0.02%       | 0         |
| Vermin Supreme               | 41      | 0.02%       | 0         |
| John Cox                     | 39      | 0.02%       | 0         |
| Daniel Gilbert               | 33      | 0.01%       | 0         |
| James Creighton Mitchell Jr. | 30      | 0.01%       | 0         |
| Jack Shepard                 | 27      | 0.01%       | 0         |
| Mark Klein                   | 19      | 0.01%       | 0         |
| H. Neal Fendig Jr.           | 13      | 0%          | 0         |
| Scattered                    | 227     | 0.1%        | 0         |
| Total                        | 234,851 | 100%        | 5         |

o* Candidato se ha salido antes de esta primaria.

## Recuento
La mayoría de los votantes de Nueva Hampshire se sintieron vulnerables al votar en los sistemas ópticos de escaneo, provocando que se empezara a examinar cada voto de los resultados de Nueva Hampshire, después muchos empezaron a reclamar que había evidencia de fraude.
El nominado presidencial Albert Howard unió fuerzas con Ron Paul para que se hiciera el recuento de los votos de las primarias republicanas. Las primarias republicanas empezaron a recontarse el 16 de enero.